# Castillo Navahrudak
El Castillo Navahrudak (en bielorruso: Навагрудскі замак) Se trata de una antigua edificación, en Bielorrusia que fue uno de los bastiones principales del Gran Ducado de Lituania, citado por Maciej Stryjkowski como el lugar donde se produjo la coronación de Mindaugas como Rey de Lituania, así como su probable lugar de entierro. Los historiadores modernos no pueden decidirse en cuanto al verdadero lugar de la coronación de Mindaugas.
Ya en el siglo XIV, se sabe que Navahrudak poseía una torre de piedra a lo largo de las líneas de la Torre de Kamyanyets. Otras fortificaciones eran de madera. El castillo fue asaltado por los caballeros teutónicos de Heinrich von Plotzke en 1314. Aunque el ataque no tuvo éxito, la torre sufrió daños considerables.